# Aux arbres citoyens (émission de télévision)
Aux arbres citoyens est une émission de télévision française diffusée le 8 novembre 2022 en prime-time sur France 2 et consacrée à la lutte contre le dérèglement climatique. Présentée par Hugo Clément et Léa Salamé, parrainée par Marion Cotillard et Yannick Noah, cet événement télévisuel se déroule durant la COP 27.

## Contenu de l'émission
Aux arbres citoyens, est un programme imaginé par Cyril Dion, qui reprend le titre de la chanson éponyme Aux arbres citoyens, tube sorti en 2007 par Yannick Noah. Ce programme est en lien avec les mégafeux qui se sont déclarés en France durant l'été caniculaire de 2022, notamment les feux de forêt déclarés sur trois secteurs en Gironde.

## Participants
Par ordre d'apparition,,, :
- Nagui (animateur de radio et de télévision, producteur et comédien français) ;
- Valérie Masson-Delmotte (paléoclimatologue française, coprésidente du groupe no 1 du GIEC, membre du HCC, directrice de recherche au CEA) ;
- Camille Étienne (activiste climatique française[7]) ;
- Paloma Moritz (journaliste française, responsable du pôle écologie du média Blast[8]) ;
- Gilles Boeuf (biologiste français, ancien président du Muséum national d'histoire naturelle)[9] ;
- Francis Hallé (botaniste, biologiste et dendrologue français) ;
- Laurent Tillon (forestier et auteur français, responsable biodiversité à l'ONF[10]) ;
- Lucienne Haèse (militante environnementale française, née en 1941[11]) ;
- Geoffroy Delorme (auteur français ayant vécu 7 années, seul en forêt[12]) ;
- Élise Lucet (journaliste d'investigation et animatrice de télévision française) ;
- Chloé Nabédian (présentatrice météo française, experte climat, météorologie, sciences de l'environnement) ;
- Mathieu Vidard (animateur de radio/télévision, spécialiste en vulgarisation scientifique français) ;
- Christophe Béchu (homme politique français, Ministre de la transition écologique) ;
- José Bové (militant altermondialiste français).

## Objectifs
Un cahier des charges permet d’orienter les dons des défenseurs du climat et de la biodiversité, selon 4 axes :
- Axe 1. Accompagner la gestion des forêts s’appuyant sur les dynamiques naturelles
- Axe 2. Pérenniser la libre évolution de peuplements forestiers
- Axe 3. Restaurer et préserver des écosystèmes associés aux milieux forestiers
- Axe 4. Sensibiliser un large public à la protection des écosystèmes forestiers[13]

## Résultat
L'émission, suivie par 1 619 000 téléspectateurs, a permis de collecter 2 millions d'euros, au profit d'une quinzaine de projets nationaux mis sur pieds par l'association France Nature Environnement,.